# Медведь (мультфильм)
«Медведь» — английский короткометражный анимационный фильм, снятый в 1998 году по одноимённой детской книге Рэймонда Бриггса. Фильм сохраняет стилистику рисунков Бриггса (цветные карандаши) и идёт в музыкальном сопровождении без слов.
Премьера фильма в Великобритании состоялась 24 декабря 1998 года в канун Рождества на канале Channel 4.

## Сюжет
В Арктике белый медвежонок купается в море, но теряется среди льдин и не может вернуться. Его подбирают люди с проходящего мимо ледокола. Он оказывается в Лондонском зоопарке и с тоской смотрит на Полярную звезду в небе.
Через несколько лет, когда медведь уже вырос, маленькая девочка Тилли с родителями приходит посмотреть на него и роняет в вольер своего плюшевого мишку. Белый медведь утаскивает мишку в свою берлогу, что расстраивает Тилли. Ночью Тилли (у которой на стене висит плакат с изображением созвездия Большой Медведицы) засыпает. В это время в её окне на втором этаже появляется Белый медведь с плюшевым мишкой в зубах. Он втискивается в окно и проникает в комнату Тилли, которая просыпается от шума. Медведь отдаёт ей мишку, и Тилли засыпает, а Медведь также устраивается в её кровати.
На следующее утро Тилли спускается за едой для Медведя, а вернувшись обратно, обнаруживает, что он сделал на полу большую кучу и лужу, а сам лакает воду из унитаза. Незаметно от родителей Тилли убирает за Медведем, а после их ухода купает его в ванне и потом кормит мёдом на кухне. Уставшие, они засыпают в родительской кровати. Когда родители приходят, Медведь прячется в комнате Тилли, пока она с родителями смотрит по телевизору мультфильм «Снеговик». Когда мама заходит к Тилли пожелать ей спокойной ночи, Медведь лежит под кроватью девочки.
Ночью Медведь при виде звёзд выходит на улицу вместе с Тилли. К ним спускается с неба Звёздный медведь, и они втроём совершают прогулку по Лондону, пролетая мимо Колонну Нельсона и редких удивлённых прохожих. Белый медведь и Тилли катаются по льду Темзы, а когда лёд разбивает проплывающий из порта Лондона корабль, медведь спасает девочку.
Звёздный медведь показывает Белому медведю звезду вдали, и Медведь прощается с Тилли и плывёт на свет звезды, оказываясь в конце концов со своей семьёй в Арктике. Звёздный медведь отвозит Тилли домой, и она засыпает. Проснувшись с восходом, она видит, как в небе тает созвездие Большой Медведицы.

## Саундтрек
В фильме звучит музыка Ховарда Блейка, который также выступал в роли композитора для мультфильма 1982 года «Снеговик» по книге Бриггса.
Песню «Где-то для каждого светит звезда» (англ. Somewhere A Star Shines For Everyone), звучащую во время финальных титров, исполнила юная певица Шарлотта Чёрч.
В американской версии фильма было решено добавить закадровый нарративный текст, который прочла Джуди Денч.

## Художественные особенности
Производство фильма заняло 12 месяцев, при этом было использовано 40 тысяч рисунков.
В некоторых сценах фильма были изображены его авторы: в начале фильма моряк на арктическом судне нарисован с продюсера Пола Мэддена, дама в сувенирной лавке Лондонского зоопарка — это Хилари Одус, женщина с двумя детьми возле медвежьей клетки — художник Джоанна Харрис, пианист в окне одного из домов напоминает Ховарда Блейка, а лицо улыбающейся Луны принадлежит Раймонду Бриггсу.

## Награды и номинации
- 1999 — Премия Пибоди каналам TVC и Channel 4[3]
- 1999 — премия за лучший фильм для детей на фестивале анимации Anima Mundi (Бразилия)[4]
- 2000 — премия за лучший короткометражный фильм Международного фестиваля детского и юношеского кино в Исфахане